# Sorority Boys
Pour plus de détails, voir Fiche technique et Distribution.
Sorority Boys est un film américain réalisé par Wallace Wolodarsky, sorti en 2002.

## Synopsis
Dave, Adam et Doofer, trois étudiants, font partie de la fraternité Kappa Omicron Kappa (KOK, ou « cock » en référence au pénis). Ils sont connus pour leurs fêtes sauvages, leur grossièreté et leur sexisme. Accusé par le président de la fraternité d'avoir volé de l'argent, ils sont renvoyés. Les trois jeunes hommes décident alors de se déguiser en femme pour aller à la prochaine fête de la fraternité.

## Fiche technique
- Titre : Sorority Boys
- Réalisation : Wallace Wolodarsky
- Scénario : Joe Jarvis et Greg Coolidge
- Musique : Mark Mothersbaugh
- Photographie : Michael D. O'Shea
- Montage : Richard Halsey et Tod Lautenberg
- Production : Larry Brezner et Walter Hamada
- Société de production : Touchstone Pictures et Morra, Brezner, Steinberg and Tenenbaum Entertainment
- Société de distribution : Buena Vista Pictures (États-Unis)
- Pays :  États-Unis
- Genre : Comédie
- Durée : 93 minutes
- Dates de sortie : 
  -  États-Unis : 22 mars 2002

## Distribution
- Barry Watson : Dave
- Michael Rosenbaum : Adam
- Harland Williams : Doofer
- Melissa Sagemiller : Leah
- Tony Denman : Jimmy
- Brad Beyer : Spence
- Kathryn Stockwood : Patty
- Heather Matarazzo : Katie
- Yvonne Sciò : Frederique
- Kerri Higuchi : Susie

## Accueil
Le film a reçu un accueil défavorable de la critique. Il obtient un score moyen de 25 % sur Metacritic.